# جائزة سويسرا الكبرى 1951
جائزة سويسرا الكبرى 1951 هو سباق فورمولا 1 أقيم بتاريخ 27 مايو 1951 في برن، سويسرا. كان الأول من أصل 8 في بطولة العالم لسباقات الفورمولا واحد موسم 1951. حلّ الأرجنتيني خوان مانويل فانجيو أولا بينما جاء الإيطالي بييرو تاروفي في المركز الثاني وحصل على المركز الثالث الإيطالي جوزيبي فارينا.